# Albert Liénard
Albert Liénard (Quaregnon, 9 januari 1938 - Frameries, 31 maart 2011) was een Belgisch volksvertegenwoordiger en Waals minister voor de PSC.

## Levensloop
Liénard werd beroepshalve leraar en was van 1974 tot 1977 attaché op het kabinet van minister Alfred Califice.
Voor de PSC en daarna het cdH was hij van 1971 tot 2009 gemeenteraadslid van Frameries. Van 1979 tot 1995 was hij voor het arrondissement Bergen lid van de Kamer van volksvertegenwoordigers, waardoor hij automatisch ook in de Cultuurraad voor de Franse Cultuurgemeenschap (1979-1980), de Franse Gemeenschapsraad (1980-1995) en de Waalse Gewestraad (1980-1995) zetelde. Daarna zetelde hij van 1995 tot 2004 in het Waals Parlement en het Parlement van de Franse Gemeenschap. Van 1995 tot 1996 was hij ondervoorzitter van het Waals Parlement en vervolgens was hij er van 1996 tot 1999 fractieleider van de PSC.
Hij was van 1985 tot 1995 minister met wisselende bevoegdheden in opeenvolgende Waalse regeringen. Van 1985 tot 1992 had hij de bevoegdheden Binnenlandse Aangelegenheden, Ruimtelijke Ontwikkeling en Mobiliteit met van 1988 tot 1992 de bijkomende bevoegdheid Buitenlands Beleid. Van 1992 tot 1995 had hij de portefeuille Werkgelegenheid.
Bij zijn verwezenlijkingen kunnen de uitbouw van de ruimtelijke ordening op gemeentelijk vlak (met de verplichting in elke Waalse gemeente een commission communale d’aménagement du territoire – CCAT (gemeentelijke commissie voor de inrichting van het grondgebied) op te richten),  en de oprichting in 1989 van het Agence wallonne à l'exportation (Awex) (Waals agentschap voor de export) gerekend worden. Hij realiseerde ook de bouw van het Pass, het wetenschappelijk avonturenpark in zijn gemeente.
Hij overleed op 73-jarige leeftijd op 31 maart 2011. Volgens Sud Presse was hij al enkele jaren zwaar ziek.
Zijn dochter, de cineaste Bénédicte Liénard, heeft in 2012, onder de titel D’Arbres et de Charbon, een documentaire film gemaakt over haar vader en de familie.